# Херст, Лиллиан
Ли́ллиан Херст (англ. Lillian Hurst; 13 августа 1943, Сан-Хуан, Пуэрто-Рико) — пуэрто-риканская актриса и комедиантка. Она дебютировала в качестве телевизионного комика в начале 1960-х годов. Она также снимается в кино, на телевидение и играет в театрах в Соединённых Штатах. Мать актёра Маноло Трависо, рождённого от актёра Гектора Трависо.

## Ранние годы
Херст родилась в квартале Вилла Палмера в Сан-Хуане, Пуэрто-Рико. Её отец владел «Farmacia Imperial» («Императорская аптека»), расположенной в Баррио-Обреро, Сантурсе. Она получила начальное и среднее образование в столице, в Сан-Хуане. В раннем возрасте она сообщила родителям, что хочет стать актрисой. Они зачислили её в модельную академию Ана Сантистебана. В 1960 году, когда ей было 17 лет, она ходила вместе со своими друзьями, ожидая своей очереди в академии. Продюсер Гаспар Пумарехо столкнулся с Херст, когда она поступила в академию, ища «свежий» талант для нового шоу, которое он продюсировал.

## Телевизионный дебют
В том же году Херст заключла контракт, и снялась в телевизионной комедии «Pompilia y su Familia» («Помпилия и её семьи»), которая транслировалась на WAPA-TV. Позже она вела «La Hora del Niño» («Детский час») на 6-м канале.
Среди других комедий, в которых она участвовала в 1960-х годах, «Casos y Cosas de la Casa» («Дела и вещи дома») с актёром Браулио Кастильо и «Matrimonio y Algo Más» («Брак и что-то ещё»). В 1969 году Херст заключила контракт с «Panamericana de Television», что в городе Лима, Перу, чтобы работать в программе «El Hit del Momento» («The Hit of the Moment») один год.
Когда Херст вернулась в Пуэрто-Рико, она вела некоторые программы её двоюродного брата Томми Мьюниса. Она также принимала участие в различных театральных постановках в первый раз. Среди них были «La Casa de las Hojas Azules» («Дом с голубыми листьями») и «La Verdadera Historia de Pedro Navaja» («Истинная история Педро Навайа»). В 1980 году Херста написал и спродюсировала сценическое шоу, которое она представила в отеле «Condado Beach» в Сан-Хуане.

## Карьера в США
Херст отправилась в Нью-Йорк, где некоторое время работала в некоторых постановках Офф-Бродвея. Затем, в 1989 году, она переехала в Лос-Анджелес, Калифорния, где она поступила в Колледж Санта-Моники и специализировалась на психологии. Херст смогла работать как в испанских, так и в английском постановках. Она сыграла роль миссис Марис в «Windows» (1991), которая была представлена в театре Forum Taper, а также Лолу в «La Balada de Tina Juarez» («Баллада Тины Хуарес», 1992). Она основала актёрскую школу для латиноамериканских детей.

## Поздние годы
Херст снялась в 20 фильмах, в том числе в фильме 2005 года «Английский как второй язык». Она также сыграла более тридцати гостевых телевизионных ролей в таких шоу, как «Военно-юридическая служба», «Полиция Нью-Йорка», «Король Квинса», «Секретные материалы», «Скорая помощь», «Остаться в живых», «Настоящая кровь» и роль второго плана в «Дарме и Греге», где она сыграла роль Селии в шестнадцати эпизодах. Она также появилась в эпизоде «Дурнушки», «Дерево растет в Гвадалахаре», где сыграла Йоланду Салазар, бабушку Бетти Суарес. В 2009 году она появилась в «Частях тела» в роли матери Лиз Круз, Мариэлы.

## Избранная фильмография
| Год       |   | Русское название | Оригинальное название | Роль                       |
| --------- | - | ---------------- | --------------------- | -------------------------- |
| 2005—2010 | с | Остаться в живых | Lost                  | Кармен Рейес               |
| 2010      | с | Настоящая кровь  | True Blood            | двоюррдная бабушка Сесилия |